# 康県
康県（こう-けん）は中華人民共和国甘粛省隴南市に位置する県。県人民政府の所在地は城関鎮。

## 歴史
1928年（民国17年）、武都県東部に永康県として設置。1929年（民国18年）4月に康県と改称。

## 行政区画
18鎮、3郷を管轄：
- 鎮：城関鎮、平洛鎮、大堡鎮、岸門口鎮、両河鎮、長壩鎮、雲台鎮、陽壩鎮、王壩鎮、碾壩鎮、豆壩鎮、望関鎮、大南峪鎮、周家壩鎮、寺台鎮、白楊鎮、銅銭鎮、三河壩鎮
- 郷：迷壩郷、店子郷、太石郷

## 交通

### 道路
- 高速道路
  - 平綿高速道路